# Romano Mignini
Romano Mignini (Perugia, 7 dicembre 1856 – Perugia, 30 luglio 1918) è stato uno scultore italiano.

## Biografia

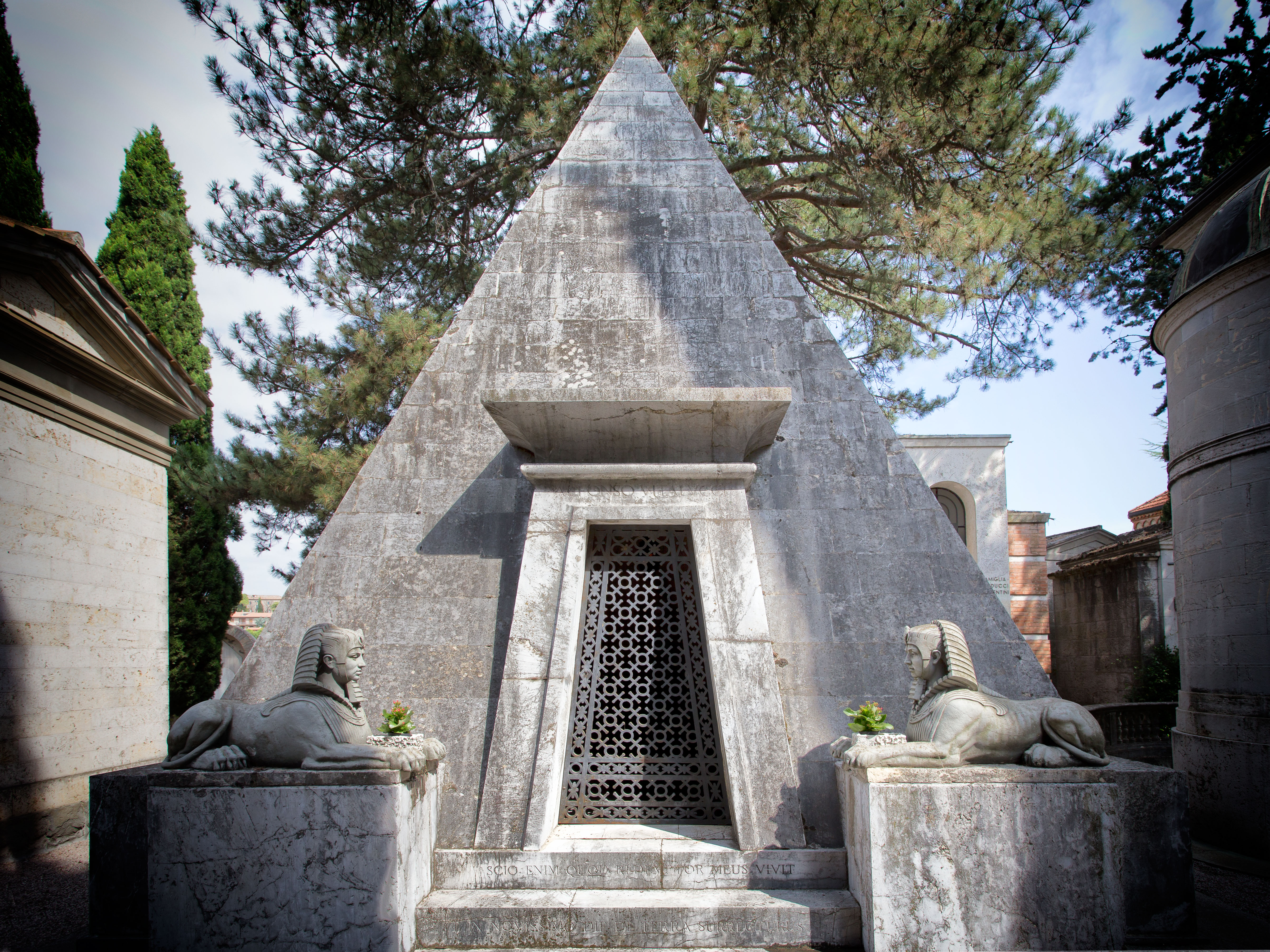
Piramide Vitalucci, 1892, Cimitero Monumentale di Perugia

Come molti altri scultori di Perugia, Romano Mignini è stato allievo dello scultore Guglielmo Ciani.
Nel 1872 si iscrive all'Accademia di Belle Arti perugina dove segue i corsi di Architettura, Prospettiva e Ornato. Contemporaneamente frequenta lo studio degli artisti Francesco Biscarini e Raffaele Angeletti.
Romano Mignini deve molto allo zio, don Gaetano Mignini (1820-1895), al quale donerà alcune opere (tra cui un tondo scultoreo col profilo di Dante Alighieri); egli infatti aveva sempre sostenuto il nipote, permettendogli di aprire un proprio studio in via del Circo (1888) e lasciandogli una cospicua eredità.
Nel 1897 egli viene proclamato Accademico di Merito dall'Accademia di Belle Arti di Perugia. Nella stessa Accademia, dopo essersi messo in proprio staccandosi dalla bottega di Angeletti-Biscarini, fa da assistente a Francesco Biscarini alla cattedra di architettura.
Dell'artista sono noti almeno due collaboratori: il perugino Ermete Stornelli e il suo stesso figlio, Venusto Mignini.

L'artista riposa in una tomba di famiglia del Cimitero Monumentale di Perugia, dov'è seppellito anche il figlio e lo zio che tanto l'ha favorito in vita.

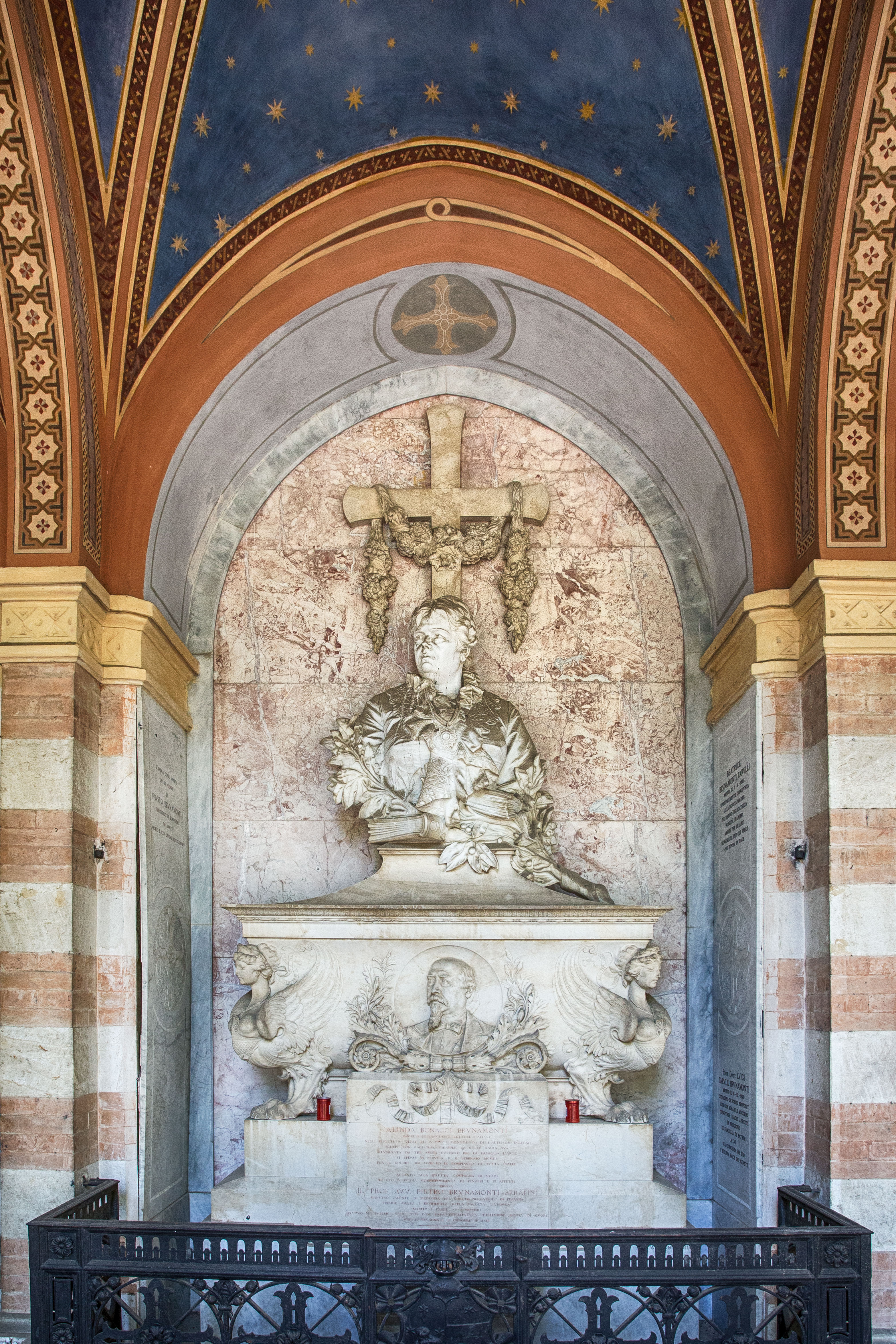
Romano Mignini, Venusto Mignini, Monumento funerario alla poetessa Maria Alinda Bonacci Brunamonti, Cimitero Monumentale di Perugia, 1914.

## Opere
Parte importante della produzione scultorea del Mignini è quella di tipo funerario.
- Busti all'interno della Cappella Vitalucci, caratterizzata dalla peculiare forma a piramide, Cimitero Monumentale di Perugia[5].
- Monumento funebre Ragnotti, raffigurate un angelo inginocchiato sopra un sarcofago con alcuni ritratti, Cimitero Monumentale di Perugia, 1900 circa[6].
- Monumento funebre Sebastiani, raffigurante una dolente sotto una croce, Cimitero Monumentale di Perugia, 1901.
- Monumento funebre Baldeschi, raffigurante un Cristo morto sorretto da due angeli di sapore gotico, Cimitero Monumentale di Perugia, 1902.
- Monumento funebre Laparelli-Pisinicca, raffigurante un angelo che addita verso l'alto, Cimitero Monumentale di Perugia, 1903.
- Monumento funebre Petrini-Vitalucci, Cimitero di Bastia Umbra, firmato e datato 1905[7][8]. Il monumento consiste nel busto di Giuseppe Petrini, sindaco di Bastia Umbra, posto in posizione soprelevata, su d'una sorta di sarcofago, e la figura di Sefora Vitalucci, sua moglie, a figura intera; Giuseppe morì nei primi di marzo del 1904; lui e la moglie erano due personaggi di primaria importanza per la politica e la società bastiola d'allora[9]
- Monumento funebre Benincasa, Cimitero Monumentale di Perugia, 1906.
- Monumento funebre Fiorini-Pacioselli, consiste in una lunetta occupata da una Madonna con Bambino con altri elementi architettonici neo-medievali e due leoni stilofori, Cimitero Monumentale di Perugia, realizzato con l'ausilio del figlio Venusto nel 1908.
- Monumento funebre a Maria Alinda Bonacci Brunamonti, fatto assieme al figlio Venusto, Cimitero Monumentale di Perugia, 1914.
- Monumento funebre Tancetti, raffigurante un angelo con fiaccola, Cimitero Monumentale di Perugia.